# Бикмурзино (Башкортостан)
Бикму́рзино (баш. Бикмырҙа) — деревня в Нуримановском районе Башкортостана, входит в состав Байгильдинского сельсовета.

## Население
| 2002 | 2009 | 2010 |
| ---- | ---- | ---- |
| 134  | ↗173 | ↘150 |

Национальный состав
Согласно переписи 2002 года, преобладающие национальности — татары (67 %), башкиры (32 %).

## Географическое положение
Расстояние до:
- районного центра (Красная Горка): 34 км,
- центра сельсовета (Байгильдино): 4 км,
- ближайшей ж/д станции (Иглино): 24 км.

## История
В «Списке населенных мест по сведениям 1870 года», изданном в 1877 году, населённый пункт упомянут как деревня Бикмурзина (Салимкина, Каргина) 4-го стана Уфимского уезда Уфимской губернии. Располагалась при озёрах Камышкуле и Каргине, близ левого берега реки Уфы, в 55 верстах от уездного и губернского города Уфы и в 50 верстах от становой квартиры в медеплавильном заводе Благовещенский (Потеха). В деревне, в 30 дворах жили 198 человек (90 мужчин и 108 женщин, татары), была пристань на реке Уфе. Жители занимались пчеловодством, тканьем рогож, кулей, мочальным промыслом, деланием печей.

## Известные уроженцы
- Валеев, Ярулла Нусратуллович (10 марта 1921 — 6 января 1981) — башкирский писатель, член Союзов писателей Башкирской АССР и СССР (1966), Заслуженный работник культуры Башкирской АССР (1981)[6][7].